# Euràsia (partit polític)
Euràsia (en rus: Евразия) és un partit polític rus. Va ser fundat per l'ideòleg de l'eurasianisme Aleksandr Duguin, abans de la visita de George W. Bush a Moscou, a finals de maig del 2002. Va ser registrat pel Ministeri de Justícia el 21 de juny del 2002.
Malgrat estar oficialment reconegut com a partit polític, la seva participació en processos electorals ha estat escassa, optant per donar suport a les forces polítiques governamentals liderades per Vladímir Putin o Dmitri Medvédev. Compta amb més de 2000 membres i disposa de 50 branques provincials al llarg de tota Rússia.
Es tracta d'un partit de tendència nacional-bolxevic, una de les idees bàsiques que sustenten les seves teories eurasiàtiques és que Moscou, Berlín i París formen un eix geopolític natural. Preveuen un conflicte mundial etern entre els Estats Units d'Amèrica i Rússia, rebutjant l'atlantisme i els valors occidentals, i esperen propiciar una aliança estratègica russa juntament amb els estats europeus i de l'Orient Mitjà, principalment l'Iran.
El partit disposa d'una organització juvenil denominada Unió Juvenil Eurasiàtica, formada l'any 2005.